# Consell departamental de l'Ain
El Consell departamental de l'Ain (en francés, conseil départemental de l'Ain) és l'assemblea deliberant del departament francès de l'Ain, a la regió d'Alvèrnia-Roine-Alps. La seu es troba a Bourg-en-Bresse.

## Composició
El març de 2015 el Consell departamental de l'Ain era constituït per 46 elegits pels 23 cantons de l'Ain.
| Partit                              | Sigla | Electes |
| ----------------------------------- | ----- | ------- |
| Majoria (42 escons)                 |       |         |
| Els Républicans                     | LR    | 24      |
| Divers droite                       | DVD   | 11      |
| Unió dels demòcrates i independents | UDI   | 7       |
| Oposició (4 escons)                 |       |         |
| Partit Socialista                   | PS    | 2       |
| Divers gauche                       | DVG   | 2       |

## Presidents
| 2015-2017 | Damien Abad   | LR     |
| 2017-     | Jean Deguerry | DVD-LR |